# NGC 1715
NGC 1715 је емисиона маглина у сазвежђу Златна риба која се налази на NGC листи објеката дубоког неба.
Деклинација објекта је - 66° 54' 32" а ректасцензија 4h 52m 10,5s. Привидна величина (магнитуда) објекта NGC 1715 износи 11,6. NGC 1715 је још познат и под ознакама ESO 85-EN9.